# Anomala wahnesi
Anomala wahnesi är en skalbaggsart som beskrevs av Ohaus 1926. Anomala wahnesi ingår i släktet Anomala och familjen Rutelidae. Inga underarter finns listade i Catalogue of Life.